# 桃太郎之海鹫
《桃太郎之海鹫》（日语：桃太郎の海鷲）是第二次世界大战期间，日本海軍省以“国策动画电影”的名义委托藝術映画社，在1942年制作，在1943年3月25日公映的动画电影，被称为日本第一部动画电影，电影为黑白色，片长37分钟。

## 概要
本片以第二次世界大战期间，日本海军偷袭珍珠港为原型，以桃太郎为队长的部队向鬼岛进行了驱鬼也就是空袭，取得了巨大的战果。
日本海軍省参与了本片制作，导演濑尾光世等人也被允许参观了海军航空兵，因此，本作品虽说是动画电影，但更像纪录片。
在电影制作中，使用了当时在日本国内刚出现不久的多平面照相机和多平面摄影台。，使电影中军用飞机在云中飞行的场景等立体构图成为可能。
本片虽然是以宣扬战争为目的制作的电影，但片中到处都有暗示和平的内容，同时，本片票房收入是64万日元，本片的姊妹篇《桃太郎 海的神兵》在1945年4月12日公映。
本片制作前，导演濑尾光世有机会从海军军官那里欣赏迪士尼动画电影作为制片的参考，导演濑尾光世认为，迪士尼动画电影制作技术之高，是当时的日本无法比拟的。